# Protestos na República da Macedônia em 2016
Protestos na República da Macedônia em 2016 tiveram inicio em abril de 2016, na República da Macedônia, contra o então presidente Gjorgje Ivanov e o governo liderado pelo primeiro-ministro interino Emil Dimitriev do partido VMRO-DPMNE. Referido por alguns como Revolução Colorida (em macedônio/macedónio:  Шарената револуција), os protestos começaram após a polêmica decisão do Presidente Gjorgje Ivanov de parar a investigação contra o ex-primeiro-ministro Nikola Gruevski e dezenas de políticos envolvidos no escândalo das escutas telefônicas.  
As manifestações foram organizadas pelo "Protestiram"   e apoiadas pela coalizão liderada pela União Social-Democrata da Macedônia e por outros partidos de oposição exigindo que o governo renuncie para a formação de um governo técnico e que as eleições parlamentares previstas para 5 de junho de 2016 sejam canceladas, alegando que não existem condições para eleições livres e transparentes.   O governo e seus partidários, que organizaram comícios pró-governo, sustentam que as eleições de 5 de junho são a única solução para a crise política, com alguns culpando a oposição por criar um "cenário ucraniano" na Macedônia.
Inicialmente ocorrendo em Skopje, a capital, os protestos anti e pró-governo também ocorreram em outras cidades do país, incluindo Bitola, Kicevo, Kočani, Veles, Strumica, Prilep, Kumanovo e Tetovo.  Milhares de pessoas participaram das manifestações.. A União Europeia e os Estados Unidos criticaram o governo da Macedônia pelo perdão dos políticos e declararam que as perspectivas da Macedônia de se tornarem membros da UE e da OTAN estão ameaçadas por causa disso.  Em um comunicado oficial, o Ministério das Relações Exteriores da Rússia classificou a oposição macedônia como um instrumento das potências estrangeiras sendo usado para desestabilizar a situação política no país.